# 2. tankovska armada (Wehrmacht)
Za druge 2. armade glejte 2. armada.
2. tankovska armada (izvirno nemško 2. Panzerarmee) je bila tankovska armada v sestavi Heera (Wehrmacht) med drugo svetovno vojno.

## Vojna služba
| Datum                        | Nadrejeno poveljstvo      | Področje (vir)   |
| december 1940 - maj 1941     | Armadna skupina B         | Domovina         |
| maj 1941                     | Oberkommando des Heeres   | Domovina         |
| junij 1941 - september 1943  | Armadna skupina Sredina   | Vzhodna fronta   |
| september 1942 - januar 1945 | Armadna skupina F         | Balkanska fronta |
| januar - maj 1945            | Armadna skupina Jug       | Vzhodna fronta   |
| maj 1945                     | Armadna skupina Jugovzhod | Vzhodna fronta   |

## Organizacija

### Stalne enote
1940
- Höh. Arko 305
- Korück 532
- Panzer-Armee-Nachschubführer 2
- Panzerarmee-Nachrichten-Regiment 2

1943
- Höh. Arko 305
- Korück 582
- Panzer-Armee-Nachschubführer 2
- Panzerarmee-Nachrichten-Regiment 2

### Dodeljene enote
1. julij 1941
- XXXXVI. Armeekorps
- XXXXVII. Armeekorps
- XXIV. Armeekorps
- 1. konjeniška divizija
- 10. pehotna divizija

2. oktober 1941
- XXXXVIII. Armeekorps
- XXIV. Armeekorps
- XXXXVIII. Armeekorps
- XXXV. Armeekorps
- XXXIV. Armeekorps

10. marec 1942
- XXIV. Armeekorps
- XXXXVIII. Armeekorps
- LIII. Armeekorps
- XXXV. Armeekorps

5. avgust 1942
- Armeekorps Gilsa
- XXXXVIII. Armeekorps
- XXXXI. Armeekorps
- LIII. Armeekorps

1. december 1942
- XXXXVII. Armeekorps
- LIII. Armeekorps
- XXXV. Armeekorps
- 707. pehotna divizija

9. april 1943
- LV. Armeekorps
- LIII. Armeekorps
- XXXV. Armeekorps
- XXXXI. Armeekorps
- XXXXVI. Armeekorps
- XX. Armeekorps
- XXXXVII. Armeekorps
- 208. pehotna divizija
- 8. SS-konjeniška divizija

5. september 1943
- LXIX. Armeekorps
- XXI. Armeekorps
- XV. Armeekorps
- III. SS-Armeekorps
- 11. SS-Panzer-Grenadier-Division

15. april 1944
- XXI. Armeekorps
- V. SS-Armeekorps
- XV. Armeekorps
- Armeekorps Syrmien
- Division Brandenburg
- 1. kozaška konjeniška divizija

5. november 1944
- LXIX. Armeekorps
- IX. Armeekorps
- XV. Armeekorps
- V. SS-Armeekorps
- LXVIII. Armeekorps

7. maj 1945
- I. konjeniški korpus
- XXII. Armeekorps
- LXVIII. Armeekorps

## Poveljstvo
Poveljnik
- Generalpolkovnik Heinz Guderian (5. oktober 1941 - 25. december 1941)
- Generalpolkovnik Rudolf Schmidt (25. december 1941 - 10. april 1943)
- General pehote Erich Clößner (11. april 1943 - 6. avgust 1943)
- Generalfeldmarschall Walter Model (6. avgust 1943 - 14. avgust 1943)
- Generalpolkovnik Dr. Lothar Rendulic (14. avgust 1943 - 24. junij 1944)
- General pehote Franz Boehme (24. junij 1944 - 17. julij 1944)
- General artilerije Maximilian de Angelis (18. julij 1944 - 8. maj 1945)